# Joan Barnó de Ferrusola
Joan Barnó de Ferrusola (Olot, 1775 o 1762 - Guayaquil, 1842) fou un militar i funcionari català establert a Guayaquil.
Fill de Josep Barnó Parpinyà i Maria Teresa de Ferrusola Ros, entrà al servei de l'exèrcit espanyol i fou destinat a Florida, on lluità contra els britànics i entrà en contacte amb el baró de Carondelet. Quan aquest últim assumí la presidència de la Reial Audiència de Quito (1799-1807), Barnó de Ferrusola l'acompanyà a la capital i fou nomenat secretari privat del president de l'audiència. Després de la mort de Carondelet, va exercir com a comptador i després administrador (1808) de la Real Renta de Aguardientes. L'any 1816, durant les guerres d'independència hispanoamericanes, va defensar la ciutat de Guayaquil de l'atac del capità argentí Guillermo Brown, a càrrec de la bateria de Las Cruces.
Quan es produí la independència de Guayaquil, el 9 d'octubre de 1820, Barnó de Ferrusola era administrador de la duana, càrrec que hagué d'abandonar. Poc després deixà l'Equador, però hi tornà el 1825, per viure amb la seva família. S'havia casat el 1801, a Guayaquil, amb Rosa Paredes Iturralde, d'ascendència gallega.